# 豬飼種
豬飼種（日语：／ Ikai Tane，1879年1月18日—1995年7月12日）是一名日本超級人瑞，曾经是日本和亞洲最長壽人物的紀錄保持者，後被大川美佐緒取代。在她去世的時候，讓娜·卡爾芒和德爾菲亞·威爾福德（Delphia Welford）後她是人類史上排名第三的最年長者。

## 生平
出生於愛知縣愛知郡寬政村（今愛知縣名古屋市港區寬政町），為一戶農家的第三女。她在20歲結婚，婚後有3個兒子和1個女兒。1917年，她與丈夫分居。
自與丈夫分居後到1972年直至逝世，豬飼種居住在名古屋市厚生院裡。1988年起，她中風並被送往醫院，在那裡她一生都在臥床不起。
1994年9月4日，超過英國的夏綠蒂·休斯紀錄，以115岁229天成為世界史上第3名最長壽者。
1995年，因腎功能衰竭，在名古屋市的醫院逝世，享年116歲又175天。
豬飼種曾是日本最年長紀錄的保持者，該紀錄於2014年8月28日被大川美佐緒超過。
最初，泉重千代被認定為日本最年長紀錄的保持者；但由於泉重千代的出生時間存在爭議而被除名，豬飼種便成為了日本最年長紀錄的保持者。

## 來源
1. 1 2 3  . 老人学研究组织.   [2022-06-09]. （原始内容存档于2022-03-05）.